# Moraro
Moraro (im furlanischen Dialekt: Morâr) ist eine nordostitalienische Gemeinde (comune) mit 718 Einwohnern (Stand 31. Dezember 2023) in der Region Friaul-Julisch Venetien. Die Gemeinde liegt etwa 9,5 Kilometer westsüdwestlich von Gorizia.